# 布阿德利亚
博阿德利亚登波尔达，是西班牙加泰罗尼亚赫罗纳省的一个市镇。总面积11平方公里，总人口215人（2001年），人口密度20人/平方公里。